# レジス・マッケンナ
レジス・マッケンナ（Regis McKenna）は、現在、技術マーケティングの主流となった多くのアイデアを紹介したマーケティング専門家である。マッケンナと彼の会社は情報化時代の革新的な数々の製品の発売に貢献している。これには、最初のマイクロプロセッサ （インテル）、Appleの最初のパーソナルコンピュータ（Apple II）、最初のDNA遺伝子組換え技術製品（ジェネンテック）、最初のコンピュータ小売店（The Byte Shop）が含まれる。 
彼がその創生期に働いた起業家のスタートアップの中には、 America Online、Apple、コンパック、エレクトロニック・アーツ、ジェネンテック、インテル、 Linear Technology 、ロータス、マイクロソフト、 ナショナルセミコンダクター、シリコングラフィックス、およびスリーコムがある。マッケンナは、シリコンバレーを地図に載せた男と言われる。彼は「シリコンバレーの卓越した広報マン」、「教祖」、「皇帝」、「哲学者王」、「伝説のマーケティング担当者」、Appleの「マーケティングの第一人者」と呼ばれ 、「インテルとAppleをマップに載せた仲間」、「モノのマーケティング面で半導体ビジネスの先駆者」とも言われている。ニューズウィークは彼を「シリコンバレー・スベンガリ」と呼び、ビジネスウィークは彼は「ハイテクのエース・トレンド・スポッターの一人」と「シリコンバレーのマーケティング・ウィザード」と呼んだ。 
ロサンゼルスタイムズの1985年の記事によると、マッケンナは「Appleがロスアルトスのガレージに2人の若い起業家によって設立された物語を取り上げ、その物語を私たちの国の伝承の一部に織り込んだこと」で最もよく知られている。「マッケンナの力は、優れた広報活動が何百もの小さなテクノロジー指向の新興企業にとって極めて重要であるという事実から生まれている」とタイムズ紙は書いた。 エレクトロニクス誌の編集長で、ビジネスウィークの元テクノロジー編集者であるロバート・ヘンケルは、マッケンナが「ハイテクビジネスで最高の広報担当者」であったとタイムズ紙に語った。 

## 教育と初期のキャリア
ペンシルベニア州ピッツバーグで生まれ育ったマッケンナは、聖ビンセントカレッジに通った後、デュケイン大学リベラルアーツ学部を卒業した。彼は後に、「クレジットをめぐって大学と論争を起こした」と述べ、「私はその学位を取得するために4つの異なる大学に行った」が、デュケインは「最終的に私に学位を贈った」と述べた。彼は最終的に1990年にデュケイン大学より名誉博士号を取得した。
彼は1962年に最初にシリコンバレーに行き、そこで彼はMOS技術の開発を始めたGeneral Microelectronics（フェアチャイルドからのスピンオフ）のマーケティング部門で働いた、その後、1967年にナショナルセミコンダクターのマーケティング部門マネージャとして働き始めた。この会社は非常に急速に成長した。彼は「私の時間の半分を道路で過ごした...ヨーロッパや世界中の他の場所で...スコットランドでの事業の立ち上げを支援した。」彼は、マーケティングを行うだけで、マーケティングについて多くのことを学んだと主張した。
マッケンナは、2001年に「シリコンバレーは場所ではなく、態度である」という記事を書いている。彼は、シリコンバレーを「神話に近い庭が、誰もが心の底から喜びを追求し、達成できる場所になった」と表現し、初期の「発明家や起業家たちは、富や幸福を得ることを目的としていたわけではなく」、「経済的、文化的、あるいは在職期間の制約を受けずに、自分の才能を発揮できる自由を求めていた」と述べている。その結果、「新しい、平等主義的な文化」が意図せずに進化した。

## Regis McKenna, Inc.
1969年後半、マッケンナはナショナルセミコンダクタを離れ、マーケティング・フリーランサーとしての仕事を探し始め、シリコンバレーの新興企業を「研究からトレーニングまで」支援した。彼は一緒に働きたい「トップ10企業」のリストを含む「マーケティング計画」をまとめ、最終的にそれらすべてをクライアントとして持つことになった。リストには、インテル、Spectra Physics、Teledyne、Systron、およびDonnerが含まれていた。
マッケンナは1970年にRegis McKenna, Inc.を設立した。彼は続けてインテル、次にAppleで働いた。彼は後に、「Appleは、軌道に乗って成長した後、Appleという名前に満足していなかった。彼らは実際にIBMを見て、「私たちはIBMのようには見えない。私たちは、あなたが知っているように、威厳がないのだ。」マッケンナはAppleの従業員に2時間のプレゼンテーションを行い、次のように述べた。あなた達はIBMとは違うものになりたいのだ。あなた達は同じようになりたくない。それらをエミュレートしたくないのだ。あなた達は彼らとあなたを区別するすべてのことをしたいのだから。」 
彼は1976年にAppleで働き始めた。その年、スティーブ・ジョブズとスティーブ・ウォズニアックは「彼に近づき、世界初のパーソナルコンピュータとなるものを発売するための支援を求めた」。彼は「Appleのビジョンが好きだった」ので同意した。2012年の記事では、「若きスティーブ・ジョブズがマーケティングの専門家を必要としたとき、彼はインテルに電話して、誰がシャープな広告を作成したかを尋ね、「レジス・マッケンナ」と言われた」と説明している。
マーケティングコンサルタントに加えて、マッケンナは広告代理店と広報会社も所有していた。「それで、私たちは彼らの最初の事業計画を書いただけでなく、Appleのロゴをデザインし、彼らの広告キャンペーンをまとめた。」 
マッケナは、彼のキャリアの最大の過ちは、サービスに対する支払いの代わりに、Apple株の20％のオファーを断ったことだと言っている。「私は自分のキャッシュフローを見ていた。そして、それが私がAppleの申し出を断った理由の1つであった。」申し出を断る彼の手紙は、Apple本社に展示されていた。
Regis McKenna, Inc.は1981年に広告事業をジェイ・シャイアに売却し、1995年にPR事業を売却した。
マッケンナは、iPhone 4アンテナ問題での危機に取り組むために引退から復帰した。 「スティーブがハワイから電話してきて、大きな問題があると言ってきたんだ」とマッケンナは後に説明した。「私は、この問題はメディアサイクルの問題であり、謝罪するよりも、今あるデータで対処し、結果に自信を持つべきだと考えた。それが、スティーブのやり方だった。この問題は、おそらく10日以内に消滅した。」 
マッケンナは、ウォルター・アイザクソンのジョブズに関する本は「非常に否定的だと感じた。人々が話しているような対立は一度もなかったんだ。彼を22歳の時から知ってたんだから。」 
インテルとAppleの他に、同社が形成期に支援したスタートアップには、America Online、エレクトトニック・アーツ、ジェネンテック、ナショナル・セミコンダクター、Silicon Graphics、スリーコムが含まれていた。その後、同社は、新興企業を中心としたハイテク関連のアウトソース・マーケティングビジネスから、さまざまな業界の国際的なクライアントにサービスを提供する幅広いマーケティング戦略ファームへと発展していった。2000年、マッケンナは同社の株式を売却した。
Regis McKenna, Inc.のApple担当グループアカウントマネージャであったアンドレア・カニンガムは、1985年にロサンゼルス・タイムズに「このエージェンシーは、バーバラ・クラウス（Apple社内広報責任者）よりもAppleについてよく知っている」と語った。
マッケンナは後に、ビル・ゲイツのアドバイザーをしていたとき、雑誌の表紙を飾る自分の顔を見たがっているクライアントが「たくさん来たから、それを目標にしないようにとビルに言った」と回想している。その代わり、会社をつくることを目標にしなさい」と言ったという。
マッケンナは、マーケティングの主流に統合されたテクノロジーマーケティングの理論と実践の多くを開拓した。これらのいくつかは次のとおりである。
- イノベーターからアーリーアダプター、レイトアダプター、ラガードに至る様々なユーザ層への技術の普及過程と、それに対応する "製品全体 "の進化。
- 比較的少数の "インフルエンサー "が標準を確立し維持する、産業インフラストラクチャーのモデリングの発展。技術製品の利点として「無形資産」の焦点。
- 市場シェアの主要かつ成長するセグメントとしての「その他」の発展、および「選択肢がブランドより高い価値となる」という結果。
- リアルタイム」というコンセプトの開発。テクノロジーは時間を圧縮し（欲求や必要性をゼロにする）、「決して満足しない消費者」を生み出す。

マッケンナは1990年に次のように書いた。「テクノロジーは選択を変え、選択は市場を変える。その結果、新しいマーケティングパラダイムの出現を目の当たりにしている」。2002年の記事で、彼は「（現在実践されている）ブランディングは死んでいる」と宣言した。 
「レジス・マッケンナがリアルタイムマーケティングをどのように定義したか」というタイトルの2012年の記事では、リアルタイムマーケティングは「企業が常にオンのデジタル世界の要求を満たすことを要求する考え方と哲学であり」、「検索、ソーシャル、リアルタイムのコンテンツ制作と配信、パブリッシングの定義が拡張され、ソーシャルな会話とインタラクションが実際の執筆やデジタルメディアの開発と同じくらい重要になる。」マッケンナは、ハーバード．ビジネス・レビューの論文で「1995年にリアルタイムマーケティングの基礎を築いた」と説明され、1997年の本『リアルタイム』でその概念を具体化した。彼の影響力のある観察の中では次のとおりである：
- "企業は対話を続け、サプライヤーや流通業者など市場の関係者とも会話を続けなければならない"
- "リアルタイム・マーケティングは、「ブロードキャスト・メンタリティー 」に取って代わらなければならない。"
- "リアルタイム・マーケティングは、リアルタイムの顧客満足に焦点を当て、顧客のロイヤルティを獲得するために必要なサポート、ヘルプ、ガイダンス、情報を提供しなければならない。"
- "リアルタイム・マーケティングには...、情報技術がマーケティングにおける顧客行動の両方をどのように変えているかを学び、組織内のマーケティングについて新しい方法で考える姿勢が必要である。"
- "顧客は依然として、情報を探し、つつくという仕事をすべて行っている。しかし、リアルタイム・マーケターは、情報を顧客のもとに持ってくるのだ[4]。

## クライナー・パーキンス・コーフィールド＆バイヤーズ
1986年、マッケンナはベンチャーキャピタル会社のクライナー・パーキンス・コーフィールド＆バイヤーズのパートナーとなった。

## メンバーシップ
彼は、BroadWare Technologies、Golden Gate Software、Nanosysなど、シリコンバレーの企業への投資家であり、取締役会メンバーでもある。また、Xloom社のアドバイザリーボードも務めている。他に、トヨタ自動車の国際諮問委員会、Economic Strategies Instituteの諮問委員会にも名を連ねた。サンタクララ大学Center for Science, Technology and Societyの創設メンバーおよび顧問委員会委員長、同大学の評議員も務める。また、ダイアン夫人とともに、シリコンバレー子供基金の創設者であり、同基金の評議員も務めている。また、Progressive Policy InstituteのTechnology, Innovation & New Economy ProjectとTech Museumの諮問委員も務めている。

## 引退
2000年に現役を引退してからは、"技術革新の社会的・市場的影響"について幅広く講演を行っている。

## 著作
Total Access, Giving Customers What They Want in an Anytime, Anywhere World
 ISBN 978-1578512447
ハーバード・ビジネス・スクール・プレス、2002年。この本は、「データ収集から顧客ケアと対応に至るまで、コンピュータとネットワークがほとんどの作業を行うため、マーケティングの未来を扱っている。」  
 リアルタイム 未来への予言―社会・経済・企業は変わる
 ISBN 978-4478372388
ハーバード・ビジネス・スクール・プレス、1997年。この本は、「テクノロジーが市場に与える影響を分析し、高速電子機器が情報、製品、サービスへの容易なアクセスを可能にし、その過程で、即時の満足に対する期待が高まることを説明している。」 ニューヨーカー紙は次のように書いている。「マッケンナは、従来の知識に挑戦することをやめない。階層と長期計画を排除し、配信、結果、および顧客のニーズに焦点を当てたリアルタイム管理を作成するという概念は、大小の企業にとって重要な啓示である。」ウォールストリートジャーナルは、この本を「誰もがすべての人とつながる、刺激的で不確実な未来を巡る壮大なツアー」と呼んでいる。

 ザ・マーケティング―「顧客の時代」の成功戦略
 ISBN 978-4478501016
Addison-Wesley、1991年。 Publishers Weeklyは、これを「1980年代の元気な要約」と表現し、「AppleとIBMの競争を含む、激動の急増するコンピュータおよびソフトウェア業界における多くの新興企業の興隆と時折の衰退をたどる」と述べている。

 IBM―ガリバーに挑んだ新興メーカーたち
ISBN 978-4890521067
アディソン-ウェスリー、1989年。この本は、「業界の巨人に対する成功のための戦略を記録し、IBMに挑戦したい人、および他の業界で同様の競争に直面している人にアドバイスを提供します。」  Library Journalは、これを「コンピュータ業界の巨大さについての興味深い3つの側面から見たもの」と呼んでいる。

 勝利の本質
 ISBN 978-4837954262
アディソン-ウェスリー、1985年。この本の中で、マッケンナは「新しい市場を創造し、製品を位置付け、認知を得て、顧客にサービスを提供し、急速に変化する環境に対応するための彼の実証済みの戦略」を初めて共有している 。

## 記事
マッケンナは、フォーブス、インク、フォーチュン、およびハーバード・ビジネス・レビューのために多くの記事を書いている。そして詩も書いている。

## 栄誉と賞
マッケンナは1986年にジョセフ・ウォートン賞を受賞した。彼は、デュケイン大学（1990）、セントビンセント大学（1991）、サンタクララ大学（2002）、およびスティーブンス工科大学から名誉博士号（2002）を贈られた。
1991年に、彼はInternational Computers＆Communications World LeadersAwardを受賞している。
サンノゼ・マーキュリー・ニュースは、シリコンバレーを今日の姿にした100人を選ぶ「ミレニアム100」にマッケンナを選出した。